# Sawt
Sawt (Arabisch: صوت, letterlijk vertaald "stem"), ook wel gespeld als sout of sowt, is een vorm van popmuziek die wordt aangetroffen in de Golfstaten, met name Koeweit en Bahrein. 
Sawt is een complexe vorm van volksmuziek, die oorspronkelijk werd uitgevoerd met de oed en mirwas. Later is ook de viool een standaard muziekinstrument van deze muziekvorm geworden.
De muziek wordt doorgaans vergezeld door een dans genaamd Zaffan, die door twee mannen wordt uitgevoerd. 